# Náměšťská obora
Náměšťská obora (též Obora, Kralická obora, příp. Obora Kralice) je přírodní památka, evropsky významná lokalita Natura 2000 a kulturní památka ležící východně od města Náměště nad Oslavou. V oboře se chovají daňci skvrnití.

## Historie
Z hlediska existence a hospodářského využití území lze o oboře najít první zmínku až v roce 1629, kdy Karel starší ze Žerotína prodal panství svému švagrovi Albrechtovi z Valdštejna. Jak uvádí Dvorský (1908), v trhové smlouvě je uvedeno: „Pan Karel starší ze Žerotína prodává dědictví své vlastní, totiž hrad a městečko Náměšť … s dvorem poplužným, pivovarem, mlejnem, oborou, dvůr Velký pole řečený při oboře, atd…“
Dominantní památkou je stavba letohrádku (lusthaus) ve východní, kralické části obory. Letohrádek nechal postavit v první polovině 19. století Jindřich Haugwitz a je ve stylu klasicismu.

## Ochrana
Přírodní památkou se Náměšťská obora stala z rozhodnutí Rady Kraje Vysočina ze dne 22. května 2012. Chráněné území zaujímá plochu 285 ha a jeho nadmořská výška se pohybuje od 345 m do 480 m n. m. Rozkládá se v katastrálních územích Náměšť nad Oslavou a Kralice nad Oslavou. Předmětem vyhlášení přírodní památkou byla zámecká obora jako biotop zvláště chráněných druhů, jako je páchník hnědý, tesařík obrovský, kovařík fialový, holub doupňák, krutihlav obecný, včelojed lesní, hřib Boletus fechtneri a též pro ochranu přírodních stanovišť a druhů v EVL Náměšťská obora, nacházející se na území přírodní památky.
Evropsky významnou lokalitou se Náměšťská obora stala z rozhodnutí vlády České republiky nařízením vlády č. 132/2005 Sb. dnem 22. prosincem 2004. Chráněné území zaujímá plochu 286,5 ha a jeho nadmořská výška se pohybuje od 374 m do 461 m n. m. Rozkládá se v katastrálních územích Náměšť nad Oslavou, Kralice nad Oslavou a Otradice. Status Natury 2000 zde chrání tesaříka obrovského (Cerambyx cerdo), páchníka hnědého (Osmoderma eremita) a kovaříka (Limoniscus violaceus).
Lesy České republiky požádaly o zákaz vstupu do obory v čase mimo letních prázdnin, kdy i během prázdnin bude přístup povolen pouze na hlavní asfaltové cesty mezi Náměští nad Oslavou a Kralicemi nad Oslavou a mezi Kralicemi nad Oslavou a Otradicemi. Důvodem je kladení a odchov mláďat v lese, bezpečnost návštěvníků při říji zvěře a při jejím odlovu a ochrana práva myslivosti. Povolené trasy jsou vyznačeny na informačních panelech.